# Предместянский сельский совет
Предместянский сельский совет (укр. Передмістянська сільська рада) — входит в состав
Бучачского района
Тернопольской области
Украины.
Административный центр сельского совета находится в 
с. Предместье.

## История
- 1990 — дата образования.

## Населённые пункты совета
- с. Предместье
- с. Залещики